# Anolis toldo
Espèce
Anolis toldo est une espèce de sauriens de la famille des Dactyloidae. 

## Répartition
Cette espèce est endémique de l'Est de Cuba. 

## Publication originale
- Fong & Garrido, 2000 : Nueva especie de Anolis (Sauria: Iguanidae) de la región norte de Cuba oriental. Revista de Biología Tropical, vol. 48, no 2/3, p. 665-670.